# European Renewable Energy Council
Der European Renewable Energy Council (EREC) (dt. europäischer Dachverband für erneuerbare Energien) ist der europäische Branchenverband der im Bereich erneuerbare Energien tätigen Hersteller, Händler und Forscher. 
Mitglieder sind acht europäische Verbände der Bereiche Photovoltaik, Solarthermie, Windenergie, Kleine Wasserkraft, Bioenergie und Geothermie. Sitz der EREC ist Brüssel.
Einer breiteren Öffentlichkeit bekannt wurde der Verband im Januar 2007 mit der Veröffentlichung der Studie Energy [R]evolution (in Kooperation mit Greenpeace), die zeigt, wie sich mit regenerativen Energien der weltweite Ausstoß des Treibhausgases CO₂ bis Mitte des 21. Jahrhunderts um 50 Prozent reduzieren lässt. 